# Конче Ферони (Фиренца)
Конче Ферони је насеље у Италији у округу Фиренца, региону Тоскана.
Према процени из 2011. у насељу је живело 16 становника. Насеље се налази на надморској висини од 50 м.